# Nature’s Finest: Naughty by Nature’s Greatest Hits
A Nature's Finest: Naughty by Nature's Greatest Hits album az amerikai Naughty by Nature 1999. március 9-én megjelent válogatáslemeze, mely a Tommy Boy kiadónál jelent meg. A dal a 2, 3, és 4 album legnagyobb slágereit tartalmazza, valamint négy filmzenét is a Juice, Poetic Justice, Nothing to Lose, és a Ride filmekből. Az album a Top R&B / Hip-Hop lista 92. helyéig jutott.

## Tracklista
1. "Hip Hop Hooray"
2. "O.P.P."
3. "Uptown Anthem" - 1992-es filmzene "Juice"
4. "Penetration" (Feat. Next)
5. "Everything’s Gonna Be Alright"
6. "It’s On"
7. "Craziest (Crazy C Remix)"
8. "Written on Ya Kitten’ (QD III Remix)"
9. "Feel Me Flow"
10. "Clap Yo Hands (Remix)"
11. "Nothing to Lose (Naughty Live)" - 1997-es filmzene "Nothing to Lose"
12. "Guard Your Grill"
13. "1, 2, 3"
14. "Poor Man’s Poetry" - 1993-as filmzene "Poetic Justice"
15. "Wickedest Man Alive"
16. "Naughty by Nature (The Megamix)"
17. "Mourn You Til I Join You" - 1998-as filmzene "Ride"

## Album helyezések
| Slágerlista (1999)               | Legmagasabb helyezés |
| -------------------------------- | -------------------- |
| Billboard Top R&B/Hip Hop Albums | 92                   |

## Külső hivatkozások
- Az album az Allmusic.conm oldalon[1]
- Az album értékelése a CD Universe oldalon[2]